# Абдуллаев, Рауф Абдуллаевич
Рауф Абдуллаевич Абдуллаев (5 мая 1912, Хаджубан, Папский район, Наманганская область, Узбекская ССР — 23 марта 2003, Москва, Россия) — советский и узбекский кардиолог и терапевт, профессор (1960), доктор медицинских наук, заслуженный деятель науки Узбекской ССР(1968), ветеран Великой Отечественной войны.

## Биография
Во время Великой Отечественной войны был начальником санитарного поезда, воевал на Западном фронте (под Москвой). В сентябре 1942 года был ранен и контужен авиационной бомбой.
В 1943—1952 году работал на кафедре госпитальной терапии Самаркандского государственного медицинского института (СамМИ). Одновременно в 1945—1951 годах — ректор СамМИ.
С 1952 года работал на кафедре терапии Ташкентского института усовершенствования врачей, в 1961—1992 годах возглавлял эту кафедру.
Автор множества книг по клинической кардиологии и внутренним болезням.

## Награды
Награждён медалью «За отвагу», медалью «За победу над Германией в Великой Отечественной войне 1941—1945 гг.», орденом Отечественной войны II степени и другими наградами.